# Пабло Мастроені
Пабло Мастроені (англ. Pablo Mastroeni; 29 серпня 1976, Мендоса, Аргентина) — американський футболіст аргентинського походження, тренер. Виступав за збірну США. Нині головний тренер футбольного клубу «Колорадо Рапідз».

## Кар'єра

### Клубна
Мастроені переїхав до Сполучених Штатів з Аргентини зі своєю сім'єю у віці чотирьох років, поселившись в місті Фенікс, штат Аризона. Футбольну кар'єру Мастроені розпочав у футбольній команді Університету штату Північна Кароліна. У 1998 році він був задрафтований під загальним тринадцятим номером командою «Маямі Ф'южн», за яку він згодом виступав чотири роки, аж до розформування команди.
У 2002 році в результаті драфту розподілу Мастроені опинився в клубі «Колорадо Рапідз», за який виступав до червня 2013 року, коли Пабло перейшов в «Лос-Анджелес Гелаксі». 10 грудня 2013 року оголосив про завершення кар'єри футболіста.

### У збірній
У національній збірній Мастроені дебютував в червні 2001 року в матчі з Еквадором. Провів за збірну 65 матчів. Був у складі збірної США на двох чемпіонатах світу, 2002 і 2006 роках, а також став триразовим володарем Золотого кубка КОНКАКАФ
.

### Тренерська
У січні 2014 року очолив «Колорадо Рапідз».

## Досягнення
Збірна США
- Переможець Золотого кубка КОНКАКАФ (3): 2002, 2005, 2007
- Бронзовий призер Золотого кубка КОНКАКАФ (1): 2003

 «Маямі Ф'южн»
- Володар MLS Supporters' Shield: 2001

 «Колорадо Рапідз»
- Чемпіон MLS: 2010

Особисті
- Символічна збірна року в MLS: 2001